# عنکبوت‌های تندرو

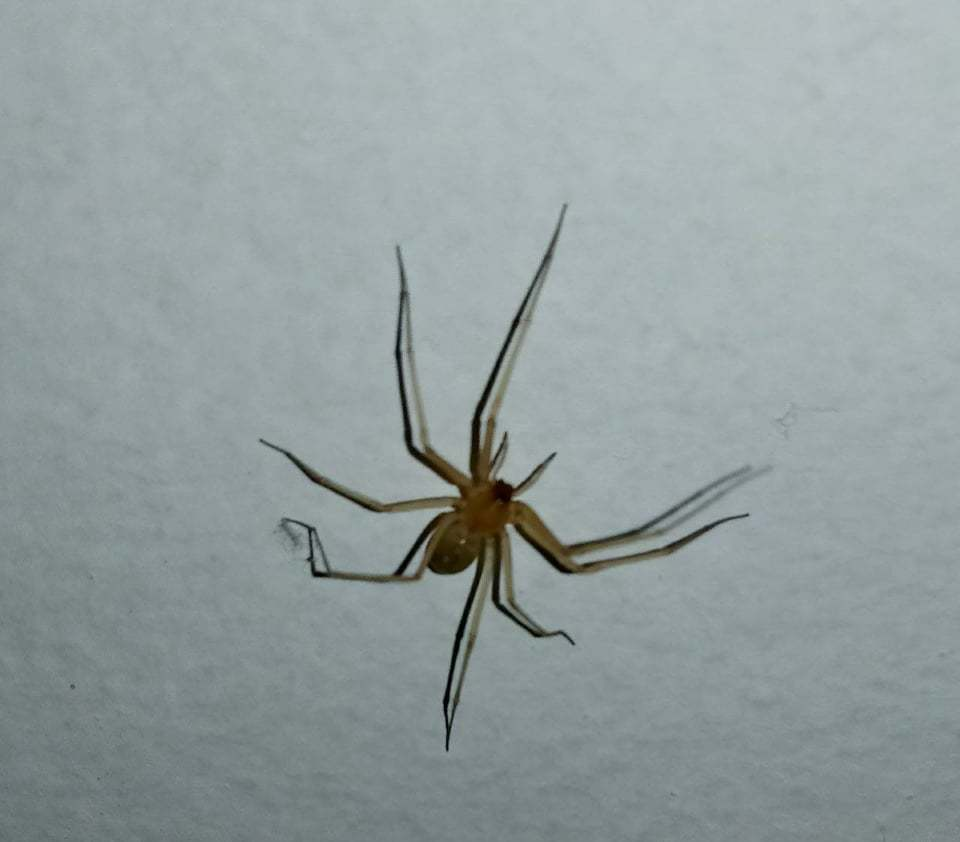
یک نوع عنکبوت تندرو در ریو دو ژانیرو برزیل

عنکبوت‌های تندرو (Cithaeronidae) نام خانواده‌ای از عنکبوتها است.
این خانواده ۲ سرده و ۶ گونه را دربر می‌گیرد.